# Gran Premio motociclistico di Francia 1955
Il Gran Premio motociclistico di Francia fu il secondo appuntamento del motomondiale 1955.
Si svolse il 15 maggio 1955 presso il circuito di Reims, e corsero le classi 125, 350 e 500.
Le vittorie furono di Geoff Duke su Gilera nella classe 500, di Duilio Agostini (al primo successo in carriera nel mondiale) su Moto Guzzi in classe 350 e di Carlo Ubbiali su MV Agusta nella classe di minor cilindrata.
Si trattò dell'ultima edizione disputata del GP di Francia per quattro anni: ritornerà ad avere validità mondiale solamente con l'edizione disputata nel motomondiale 1959 su un diverso circuito, quello di Clermont-Ferrand.

## Classe 500
Erano solo quattro le case motociclistiche che equipaggiavano i 18 piloti al via: le due britanniche Norton e Matchless e le due italiane MV Agusta e Gilera, con quest'ultima che monopolizzò le tre posizioni del podio.
Dei 18 alla partenza, furono 11 i piloti che vennero classificati al termine della gara.

### Arrivati al traguardo
| Pos. | Pilota            | Moto      | Tempo      | Punti |
| ---- | ----------------- | --------- | ---------- | ----- |
| 1    | Geoff Duke        | Gilera    | 1h 22:52.8 | 8     |
| 2    | Libero Liberati   | Gilera    | + 2:00.0   | 6     |
| 3    | Reg Armstrong     | Gilera    | + 2:22.4   | 4     |
| 4    | Tito Forconi      | MV Agusta | + 1 giro   | 3     |
| 5    | Jacques Collot    | Norton    | + 3 giri   | 2     |
| 6    | Firmin Dauwe      | Norton    | + 4 giri   | 1     |
| 7    | Florian Camathias | Norton    | + 4 giri   |       |
| 8    | Marcel Beauvais   | Norton    | + 5 giri   |       |
| 9    | Jean-Pierre Bayle | Norton    | + 5 giri   |       |
| 10   | Pierre Monneret   | Gilera    | + 8 giri   |       |
| 11   | Carlo Bandirola   | MV Agusta | + 10 giri  |       |

### Ritirati
| Pilota          | Moto      | Motivo ritiro |
| --------------- | --------- | ------------- |
| Auguste Goffin  | Norton    |               |
| Peter Murphy    | Matchless |               |
| Francis Flahout | Norton    |               |
| John Storr      | Norton    |               |
| Robin Fitton    | Norton    |               |
| Hans Haldemann  | Norton    |               |
| Nello Pagani    | MV Agusta |               |

## Classe 350
Fu questa la prima gara dell'anno per la classe 350; come nella categoria superiore, anche in questo caso il podio fu monopolizzato da piloti alla guida di medesime moto, quelle della Moto Guzzi.

### Arrivati al traguardo (posizioni a punti)
| Pos. | Pilota          | Moto       | Tempo | Punti |
| ---- | --------------- | ---------- | ----- | ----- |
| 1    | Duilio Agostini | Moto Guzzi |       | 8     |
| 2    | Dickie Dale     | Moto Guzzi |       | 6     |
| 3    | Roberto Colombo | Moto Guzzi |       | 4     |
| 4    | Auguste Goffin  | Norton     |       | 3     |
| 5    | Peter Murphy    | AJS        |       | 2     |
| 6    | Jacques Collot  | Norton     |       | 1     |

## Classe 125
Anche in questo caso le prime tre posizioni del podio furono di piloti equipaggiati con moto italiane; in questo caso si trattò di MV Agusta che ottenne primo e secondo posto e della FB Mondial giunta al terzo.

### Arrivati al traguardo (posizioni a punti)
| Pos | Pilota            | Moto       | Tempo | Punti |
| --- | ----------------- | ---------- | ----- | ----- |
| 1   | Carlo Ubbiali     | MV Agusta  |       | 8     |
| 2   | Luigi Taveri      | MV Agusta  |       | 6     |
| 3   | Giuseppe Lattanzi | FB Mondial |       | 4     |
| 4   | Tarquinio Provini | FB Mondial |       | 3     |
| 5   | Angelo Copeta     | MV Agusta  |       | 2     |
| 6   | Romolo Ferri      | FB Mondial |       | 1     |

## Fonti e bibliografia
- Risultati della 500 su autosport.com, su autosport.com.